# Attleboro
Attleboro város az USA Massachusetts államában, Bristol megyében. Lakosainak száma 46 461 fő (2020. április 1.).

## Népesség
A település népességének változása:

| 2010 | 43 593 |
| 2020 | 46 461 |